# 阿部真弓
阿部 真弓（あべ まゆみ、1984年6月14日 - ）は、北海道河東郡音更町出身の元バスケットボール選手・指導者である。身長174cm。ポジションはフォワード。

## 来歴

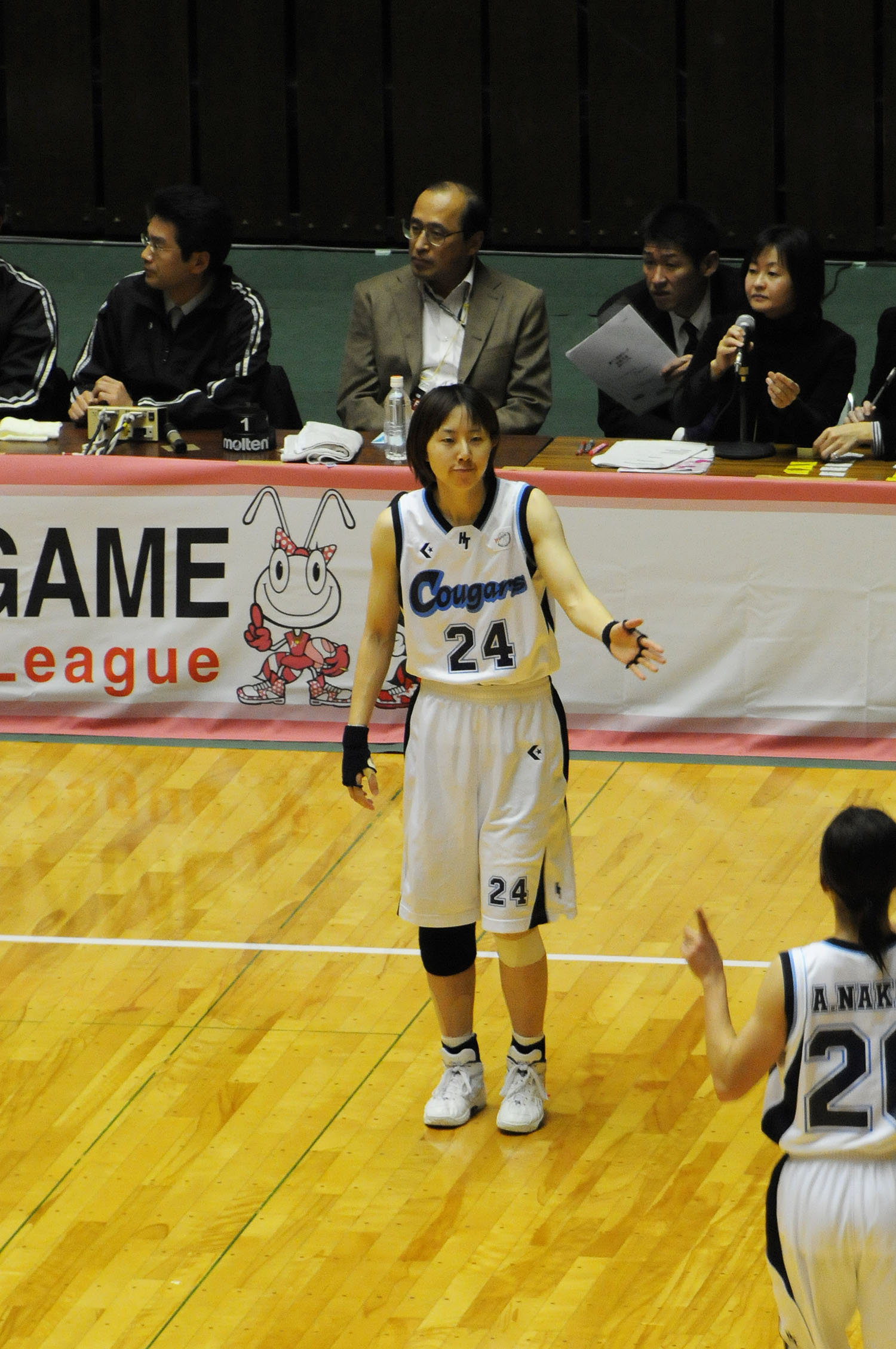
現役時代

ミニバスから始め、中学校で全国大会に出場。個人平均得点1位となり、全国ベスト16に貢献。
名門札幌山の手高で全国大会出場。高校1年生の頃からチームの主力として活躍し、2年生の全国大会では3位、3年生の時にはベスト8。類いまれなるバスケットセンスでチームに貢献した。
卒業後、そのバスケットセンスを買われシャンソン化粧品に入社。背番号は「30」、コートネームは「コウ」。1年目よりシックスウーメンとしてファイナル進出に貢献。その後タイトルも獲得する。
2006年、Wリーグに昇格したアイシン・エィ・ダブリュ ウィングスに移籍。背番号は「10」。2007-08シーズンにはそれまでのキャリアハイとなる10試合出場。しかし、翌シーズンは怪我の為1試合のみにとどまる。
2009年、日立ハイテク クーガーズに移籍。コートネームを「マユミ」に変更。移籍後すぐにチームの主力となり活躍しW1で優勝。1年でW1からWリーグに復帰したチームに大きく貢献した。2011年引退、同チームのアシスタントコーチに就任、2012年はアナリストとなったが2013年に退団、同年羽田ヴィッキーズのアシスタントコーチに就任。2017年、古巣シャンソンVマジックのアシスタントコーチに就任。